# Pedicularis membranacea
Pedicularis membranacea är en snyltrotsväxtart som beskrevs av Hui Lin Li. Pedicularis membranacea ingår i släktet spiror, och familjen snyltrotsväxter. Inga underarter finns listade i Catalogue of Life.